# Lianyungang Airport
Lianyungang Airport är en flygplats i Kina. Den ligger i provinsen Jiangsu, i den östra delen av landet, omkring 280 kilometer norr om provinshuvudstaden Nanjing.
Runt Lianyungang Airport är det tätbefolkat, med 493 invånare per kvadratkilometer. Närmaste större samhälle är Niushan, 11,0 km väster om Lianyungang Airport. Trakten runt Lianyungang Airport består till största delen av jordbruksmark.
Genomsnittlig årsnederbörd är 1 024 millimeter. Den regnigaste månaden är juli, med i genomsnitt 321 mm nederbörd, och den torraste är januari, med 9 mm nederbörd.